# Василиј Чујков
Василиј Иванович Чујков, (рус. Василий Иванович Чуйков; 1900. – 1982) је био војни заповедник и командант Совјетског Савеза, један од најуспешнијих команданата у Другом светском рату.

## Биографија
Рођен је у градићу Серебрјаније Пруди у околини Москве. Двоструки је херој Совјетског Савеза, носилац осам ордена Лењина и многобројних других одликовања. Био је један од најбриљантнијих војсковођа у Другом светском рату. У Црвеној армији се налазио од 1918. године, а 1925. године је завршио Војну академију М. В. Фрунзе, да би десет година касније завршио и Војну академију за механизацију и моторизацију.
У Зимском рату (1939—1940) командовао је армијом, а потом је био на дужности шефа совјетске војне мисије код кинеске Црвене армије.
У марту 1942. године, вратио се у СССР и одмах је упућен на Стаљинградски фронт где је преузео команду над 1. резервном армијом, која је потом прекрштена у 62. армију, а априла 1943. године у 8. гардијску армију. После Другог светског рата Чујков је заузимао високе положаје у совјетској армији. Био је заменик, а потом и главнокомандујући совјетских трупа у Немачкој све до 1953. године, затим командант Кијевског војног округа, а 1960. године постављен је за команданта Копнених снага Совјетског Савеза. Потом је постао начелник цивилне заштите Совјетског Савеза, а јуна 1972. године наименован је за генералног инспектора министарства одбране.
Маршал Василиј Иванович Чујков је био онај совјетски командант с којим су у последњим данима рата Гебелс и Борман безуспешно покушавали да поведу сепаратне преговоре. Пред Чујковом су капитулирали последњи остаци одбране Берлина, он је први обавештен о Хитлеровом самоубиству, а његови су гардисти пронашли посмртне остатке Адолфа Хитлера.
Маршал Чујков је умро почетком 1982. године. Сахрањен је на Мамајев Кургану, меморијалном комплексу изнад Стаљинграда.

## Чујков као писац
Чујков је аутор више дела, од којих су најпознатија: „Сто осамдесет дана у ватри битке”, „ Стаљинградски гардисти иду на запад”, „Битка века”, „Од Стаљинграда до Берлина” и „Пад Трећег рајха”.